# Alessandro Vanotti
Alessandro Vanotti (Bergamo, 16 settembre 1980) è un ex ciclista su strada italiano, professionista dal 2004 al 2016.

## Carriera
Dopo quattro anni da Under-23 e uno da Elite, passa professionista a inizio 2004 con la De Nardi del suo concittadino Gianluigi Stanga, squadra bergamasca con sede a Ponte San Pietro. In stagione partecipa al Giro d'Italia arrivando 44º.
L'anno successivo la formazione diventa Domina Vacanze e partecipa all'UCI ProTour. Vanotti sfiora la vittoria in una tappa del Giro d'Italia, da Lissone a Varazze. L'anno dopo la squadra cambia ancora nome dopo la fusione con il Team Wiesenhof e diventa Team Milram. Vanotti però vi rimane solo nel 2006 per poi trasferirsi alla Liquigas nel 2007, stagione in cui ottiene la sua prima e unica vittoria da professionista, una tappa della Settimana Ciclistica Lombarda nella sua città d'origine, Bergamo.
Nel 2013 cambia squadra, passando all'Astana, in cui segue l'amico Vincenzo Nibali. Rimane con la formazione kazaka fino a tutto il 2016. Ad inizio 2017 lascia il ciclismo professionistico e fonda una società di turismo sportivo, la Vanotti Cycle Camp.

## Palmarès
- 2003 (U.C. Bergamasca 1902)

Trofeo Unidelta
- 2007 (Liquigas)

5ª tappa Settimana Ciclistica Lombarda (Bergamo > Bergamo)

### Altri successi
- 2007 (Liquigas)

1ª tappa Giro d'Italia (Caprera > La Maddalena, cronosquadre)
- 2008 (Liquigas)

1ª tappa Vuelta a España (Granada, cronosquadre)
- 2010 (Liquigas-Doimo)

1ª tappa, 2ª semitappa Settimana Internazionale di Coppi e Bartali (Riccione, cronosquadre)
- 2013 (Astana Pro Team)

1ª tappa Vuelta a España (Vilanova de Arousa > Sanxenxo, cronosquadre)

## Piazzamenti

### Grandi Giri
- Giro d'Italia

2004: 44º
2005: 74º
2006: 69º
2007: 107º
2008: 86º
2009: 107º
2010: 76º
2011: 73º
2013: ritirato (14ª tappa)
- Tour de France

2005: 133º
2009: 120º
2011: 133º
2012: 118º
2014: 147º
- Vuelta a España

2007: 66º
2008: 75º
2013: 113º
2015: 135º
2016: 97º

### Classiche monumento
- Milano-Sanremo

2013: 77º
- Liegi-Bastogne-Liegi

2015: ritirato
- Giro di Lombardia

2004: 58º
2013: ritirato

### Competizioni mondiali
- Campionati del mondo

Toscana 2013 - Cronosquadre: 6º
Toscana 2013 - In linea Elite: ritirato